# Linda Zanetti
Pour les articles homonymes, voir Zanetti.
Linda Zanetti, née le 10 mars 2002 à Camignolo, est une coureuse cycliste suisse.

## Biographie
En 2023, Linda Zanetti remporte au sprint la 2e étape du premier Tour de l'Avenir Femmes à Louhans-Châteaurenaud en Bourgogne, elle devance la Belge Julie De Wilde et la Néerlandaise Fem van Empel. Cette même année, à l'âge de 21 ans, elle est vainqueure de sept courses dont le Circuit de Borsele devant la Française Audrey Cordon-Ragot.
Elle s'engage pour 2024 avec l'équipe UCI Women's WorldTeam Human Powered Health.

## Palmarès

### Par années
- 2020
  - 2e du championnat de Suisse sur route juniors
  - 3e du championnat de Suisse du contre-la-montre juniors
- 2022
  - 2e du championnat de Suisse sur route espoirs
  - 2e du championnat de Suisse du contre-la-montre espoirs
- 2023
  -  Championne de Suisse sur route espoirs
  - 2e étape du Tour de l'Avenir
  - Circuit de Borsele
  - Respect Ladies Race Slovakia
  - 2e étape de Gracia Orlová
  - 2e étape de Princess Anna Vasa Race
  - 1re étape (b) de Trofeo Ponente in Rosa (contre-la-montre par équipes)
  -  Médaillée de bronze du championnat d'Europe sur route espoirs
- 2024
  - 3e de la Clásica de Almería
- 2025
  - Tour de la Communauté valencienne
  - 2e étape du Tour de Pologne
  - 2e de la Clásica de Almería
  - 2e du Samyn des Dames
  - 2e de La Picto-Charentaise
  - 2e de la Nokere Koerse
  - 2e du Tour de Pologne
  - 7e de la Classic Bruges-La Panne

### Résultats sur les grands tours

#### Tour d'Italie
1 participation
- 2024 : 87e

#### Tour de France
1 participation
- 2025 : 79e

#### Tour d'Espagne
1 participation
- 2025 : non-partante (7e étape)

### Classements mondiaux
| Année                                 | 2022 | 2023 | 2024 |
| ------------------------------------- | ---- | ---- | ---- |
| Classement UCI                        | 575e | 88e  | 144e |
| UCI World Tour                        | nc   | nc   | 215e |
|                                       |      |      |      |
| Légende : nc = non classéSource : UCI |      |      |      |